# 廣瀬悠
廣瀬 悠（ひろせ はるか、1979年7月17日 - ）は、愛媛県松山市出身の日本の柔道家。視覚障害者柔道90kg級及び100kg級の選手。身長173cm。

## 経歴
柔道は小学校2年の時に友達に誘われて始めた。宇和島東高校時代にはインターハイにも出場を果たした。しかし緑内障を患ったことにより、高校を卒業すると柔道から離れた。乳製品工場に就職するもその後退職すると、2004年には鍼灸師の資格を得るために愛媛県立松山盲学校へ入学した。その時の担任だったシドニーパラリンピックの陸上競技男子400メートルリレー2位の矢野繁樹に、「廣瀬君のレベルだったらパラリンピックに出られるよ」とアドバイスを受けたことや、親の熱意などもあって視覚障害者柔道で復帰することになった。その一方でBJJにも取り組んで黒帯を取得した。
2008年の北京パラリンピックでは100kg級に出場して5位になった。しかし、この当時は「ほとんど趣味でやっていた」だけだという。2012年のロンドンパラリンピック出場を逃しても悔しさはなかった。そんな時に同じ視覚障害者柔道で活躍していた廣瀬順子（当時：三輪順子）と国際大会で知り合うと、2015年に順子からのプロポーズを受けて結婚した。それからはやる気も湧いてきて、リオデジャネイロパラリンピック出場を本気で狙うようになった。ともに伊藤忠丸紅鉄鋼に所属していることもあって、妻の指導を行いながら夫婦で練習に取り組んできた。とりわけ得意としている寝技では、それを苦手にしていた妻にみっちり仕込み上げていった。
2016年のリオデジャネイロパラリンピック代表候補選考会では90kg級に出場して妻とともに優勝を飾り、夫婦揃ってパラリンピック代表となった。
リオデジャネイロパラリンピックの57kg級では、妻の順子が日本の女子選手としてパラリンピック柔道競技で初となる銅メダルを獲得した。自身は初戦でロンドンパラリンピック金メダリストであるキューバの選手に優勢負けすると、敗者復活戦でもロンドンパラリンピック銀メダリストであるイギリスの選手に反則負けを喫して9位となり、夫婦揃ってのメダル獲得はならなかった。
2021年8月、日本武道館で開催された東京パラリンピックに再び夫婦で出場。初戦に勝利した後、準々決勝と敗者復活戦で敗れ、7位となった。

## 主な戦績
- 2008年 - 北京パラリンピック　5位(100kg級)
- 2010年 - アジアパラ競技大会 3位(100kg級)
- 2014年 - 2014年アジアパラ競技大会　5位(100kg級)
- 2014年 - 全日本視覚障害者柔道大会 優勝
- 2015年 - 全日本視覚障害者柔道大会 優勝
- 2016年 - リオデジャネイロパラリンピック 9位(90kg級)
- 2017年 - 全日本視覚障害者柔道大会 準優勝
- 2018年 - 2018年アジアパラ競技大会　5位(90kg級)
- 2018年 - ワールドカップ 7位(90kg級)
- 2019年 - IBSAアジアオセアニアチャンピオンシップ 5位(90kg級)
- 2021年 - 東京パラリンピック  7位（90kg級）B3

(出典　JudoInside.com)。